# Matthias Bleyer (Fußballspieler)
Matthias Bleyer (* 1. August 1969 in Oberpullendorf im Burgenland) ist ein ehemaliger österreichischer Fußballspieler.

## Karriere

### Spiele
Im Alter von sieben Jahren hat er beim SV Draßmarkt mit dem Fußballspielen begonnen. Mit 15 Jahren wurde der junge Sportler von Hans Faymann entdeckt und ins burgenländische Leistungszentrum geholt. Seine ersten sportlichen Stationen waren der SC Eisenstadt (ab 1988) und der Wiener Sportklub (ab 1990). 1989 wurde Matthias Bleyer  beim BFV Hallenmasters mit 17 Treffern Torschützenkönig. Sein sportlicher Weg führte ihn bis in die höchste österreichische Spielklasse, die Fußball-Bundesliga, bevor er wieder zu seinen sportlichen Wurzeln zurückkehrte, um bei seinem Heimatverein als Spieler, Spielertrainer und danach nur mehr als Trainer tätig zu sein. Seine dortige Karriere als Spieler beendete er am Ende der Saison 2008/09, nachdem er davor bereits in der Saison 2007/08 als Spielertrainer fungiert hatte und von Dezember 2008 bis Mai 2009 ein weiteres Mal als Spielertrainer tätig war.

### Trainer
Nach abermaliger Übernahme des Traineramtes beim SV Draßmarkt im April 2012 blieb er der Mannschaft als Trainer noch bis zum Sommer 2013 erhalten. In der Winterpause 2013/14 übernahm er seine Agenden beim burgenländischen Sechstligisten SC Kroatisch Geresdorf, bei dem er sich auch in einem Ligaspiel im Frühjahr 2014 selbst einwechselte. Die Zusammenarbeit zwischen Bleyer und dem Klub endete mit Saisonende, als er erneut als Trainer des SV Draßmarkt vorgestellt wurde. In vierter Amtszeit gehörte er dem Verein bis Anfang April 2015 an und wurde danach in der Winterpause 2015/16 Trainer des SC Unterpullendorf aus der siebtklassigen 2. Klasse Mitte. Im April 2016 endete auch seine dortige Laufbahn, ehe er zwei Jahre ohne Traineramt blieb. Im April 2018 übernahm der 48-Jährige das Traineramt beim ASK Horitschon aus der viertklassigen Burgenlandliga und führte den zu diesem Zeitpunkt stark abstiegsgefährdeten Klub am Ende noch auf den elften Tabellenplatz. Nachdem bereits seit längerer Zeit über die Trennung von Matthias Bleyer und dem ASK Horitschon gesprochen wurde, erfolgte im Mai die Trennung in beidseitigem Einvernehmen.